# Theroteinidae
Theroteinidae é uma família de mamíferos extintos incluídos na ordem Haramiyida.

## Classificação
- Família Theroteinidae Sigogneau-Russell, Frank e Hammerle, 1986 
  - Gênero Theroteinus Sigogneua-Russell, Frank e Hammerle, 1986